# André Galle
André Galle (n. 15 mai 1761, Saint-Étienne, Franța – d. 23 decembrie 1844, Paris, Franța) a fost un gravor, desenator și inventator francez.
1. 1 2  Autoritatea BnF, accesat în 24 februarie 2022
2. ↑  „André Galle”, Gemeinsame Normdatei, accesat în 22 decembrie 2014
3. ↑  „André Galle”, Gemeinsame Normdatei, accesat în 31 decembrie 2014
4. ↑  Katalog der Deutschen Nationalbibliothek, accesat în 10 iunie 2020
5. ↑  IdRef, accesat în 12 mai 2020